# Centeterus rubiginosus
Centeterus rubiginosus är en stekelart som först beskrevs av Gmelin 1790.  Centeterus rubiginosus ingår i släktet Centeterus och familjen brokparasitsteklar. Arten är reproducerande i Sverige. Inga underarter finns listade.